# Chris Davies
Christopher Graham Davies (Lytham St Annes, 7 luglio 1954) è un politico britannico.
Iscritto ai Liberal Democratici è stato parlamentare europeo dal 1999 al 2014 e poi nuovamente europarlamentare e presidente della Commissione per la pesca del Parlamento europeo dal 2019 fino all'uscita del Regno Unito dall'Unione europea il 31 gennaio 2020.

## Carriera
Dal 1980 al 1984 è stato consigliere comunale di Liverpool e dal 1994 al 1998 consigliere del Borgo metropolitano di Oldham, per i Liberal Democratici.

Nel 1995, vincendo un'elezione suppletiva nel collegio di Littleborough and Saddleworth, entra alla Camera dei comuni. Alle successive elezioni generali del 1997, dopo la soppressione del collegio in cui era stato eletto, si candida nel collegio di Oldham East and Saddleworth ma perde contro il laburista Phil Woolas.
Alle elezioni europee del 1999 viene eletto al Parlamento europeo nella circoscrizione Inghilterra nordoccidentale. Rieletto nel 2004 e nel 2009, nel 2010 fonda il gruppo politico trasversale "Fish for the future" per promuovere la pesca sostenibile. Durante il mandato da eurodeputato, è stato capodelegazione dei Liberal Democratici al Parlamento europeo e capogruppo dell'ALDE nella commissione per l'ambiente, la sanità pubblica e la sicurezza alimentare. Perde il suo seggio alle elezioni del 2014.

Nel 2019 viene rieletto e torna al Parlamento europeo divenendo presidente della commissione per la pesca fino al 31 gennaio 2020, data della decadenza dalla carica di eurodeputato in seguito all'uscita del Regno Unito dall'Unione europea.